# Посольство Турции на Украине
Посольство Турецкой Республики на Украине — официальное дипломатическое представительство Турции на Украине, отвечает за поддержку и развитие отношений между Турцией и Украиной.

## История посольства
Турция подписала 9 февраля 1918 года Брестский мир, признав Украинскую Народную Республику как независимое и суверенное государство. Этот договор Турция ратифицировала 22 августа 1918 года. Украина и Турция обменялись посольствами. При гетманате турецкое посольство в Киеве возглавлял Ахмед Мухтар-бей Моллаоглы.
Правительство Османской империи также основало Генеральное консульство в Киеве, которое с 10 августа 1918 г. возглавил Ахмед Ферит Тек. Для нужд консульства было отведено три комнаты в киевской гостинице Гладынюка, которая расположилась на углу улиц Фундуклеевской (ныне Богдана Хмельницкого) и Елизаветинской (ныне Пушкинская). Турецкие консульства были открыты в Одессе (консул Эвурис Намик Бей), Харькове (консул Руйи Бей Абдулгади) и Севастополе (консул Магомед Али Бей).
После обновления государственной независимости Украины 24 августа 1991 года, Турецкая Республика признала Украину 16 декабря 1991 года. 20 ноября 1991 года между Украиной и Турцией были установлены консульские отношения.
3 февраля 1992 года был подписан Протокол об установлении дипломатических отношений между двумя странами. 3 апреля 1992 года в Киеве было открыто Посольство Турции. 3 января 1993 года в Анкаре начало работу Посольство Украины. В Одессе функционирует Генеральное консульство Турции, в Днепропетровске и Симферополе — почётные консульства.

## Послы Турции на Украине
1. Ахмед Мухтар-бей Моллаоглы (тур. Ahmet Muhtar Mollaoğlu) (1918), посол;
2. Рыза Нур (тур. Rıza Nur) (1922), руководитель делегации;
3. Аджар Гермен[укр.] (тур. Acar Germen) (15.04.1992 — 30.11.1997), посол;
4. Альп Караосманоглу[укр.] (тур. Alp Karaosmanoğlu) (01.12.1997 — 15.11.2001);
5. Али Бильге Джанкорель[укр.] (тур. A. Bilge Cankorel) (01.12.2001 — 16.12.2005);
6. Эрдоган Шериф Ишджан[укр.] (тур. Erdoğan İşcan) (23.12.2005 — 02.11.2009);
7. Ахмет Бюлент Мерич[укр.] (тур. Ahmet Bülent Meriç) (01.12.2009 — 15.11.2011);
8. Мехмет Самсар[укр.] (тур. Mehmet Samsar) (01.12.2011 — 16.12.2013);
9. Йонет Джан Тезель[укр.] (тур. Yönet Can Tezel) (01.02.2014 — 13.09.2018)[1]
10. Ягмур Ахмет Гульдере[укр.] (тур. Yağmur Ahmet Güldere) (07.01.2019 —)[2]

## Консульства Турции на Украине

### Генеральное Консульство Турецкой Республики в Одессе
65014, Украина, г. Одесса, Лидерсовский бул., 3

Тел: (+38 048) 722-79-11, 722-14-78.

- Генеральные консулы с 2001 года

1. Яшар Пынар (Yaşar Pınar) (1.11.2001-16.9.2005)[3][4][5]
2. Ренан Шекероглу[укр.] (Renan Şekeroğlu) (1.10.2005-16.9.2007)
3. Мурат Тамер[укр.] (Murat Tamer) (1.10.2007-5.3.2011)[6]
4. Хусейн Эргани[укр.] (Hüseyin Ergani) (1.7.2011-31.7.2013)[7]
5. Хатидже Нур Сагман[укр.] (Nur Sağman) (15.8.2013-1.9.2015)[8][9][10]
6. Джемиль Уфук Тогрул[укр.] (Cemil Ufuk Toğrul) (1.9.2015-4.7.2018)
7. Садин Айылдыз[укр.] (Sadin Ayyıldız) (з 15.8.2018)

### Почётное Консульство Турецкой Республики в г. Днепр
49000, г. Днепр, ул. Комсомольская, 40

Почётный консул — господин Ханин Игорь Григорьевич

Тел: (+38 0562) 38-42-05, 31-37-50

Факс: (+38 0562) 31-37-51

E-mail: hanin@turkish-consul.dp.ua